# Robert Lutoba
Robert Lutoba – zambijski piłkarz grający na pozycji środkowego obrońcy. W swojej karierze grał w reprezentacji Zambii.

## Kariera klubowa
W swojej karierze piłkarskiej Lutoba grał w klubie Green Buffaloes.

## Kariera reprezentacyjna
W 1978 roku Lutoba został powołany do reprezentacji Zambii na Puchar Narodów Afryki 1978. W tym turnieju zagrał w trzech meczach grupowych: z Ghaną (1:2), z Górną Woltą (2:0) i z Nigerią (0:0).